# Putain de baleines !
 (avril 2021).
Si vous disposez d'ouvrages ou d'articles de référence ou si vous connaissez des sites web de qualité traitant du thème abordé ici, merci de compléter l'article en donnant les références utiles à sa vérifiabilité et en les liant à la section « Notes et références ».
Putain de baleines ! (Whale Whores en VO) est le 11e épisode de la saison 13 de la série télévisée South Park.
Le titre original repose sur une homophonie avec « Whale Wars » (la guerre des baleines).

## Synopsis
Stan fête son anniversaire avec sa famille à l'aquarium de Denver où ils vont pouvoir nager avec les dauphins. Les choses prennent une tournure sanglante lorsque les Japonais, arrivant de nulle part, attaquent et tuent tous les dauphins, gâchant la journée tant attendue par Stan. Le choc subi par Stan fait qu'il prend désormais à cœur de sauver les dauphins de la menace japonaise, quitte à rentrer dans un groupe d'écologistes pirate.
Après avoir essayé en vain de convaincre ses amis de le rejoindre dans cette lutte contre les Japonais, Stan apprend de Butters qu'il existe une ONG qui protège les espèces menacées des océans, appelée la Sea Shepherd Conservation Society.
Stan rejoint ce groupe, mais se rend vite compte que ses membres sont beaucoup trop timorés. Il décide donc de prendre les commandes, et, après l'assassinat de Paul Watson par les Japonais, devient le capitaine du bateau. Il met en place de nouvelles méthodes poussées à l'extrême, comparables à celles des pirates. S'ensuit une interview dans l'émission Larry King Live qui critique Stan sur ses méthodes « contraires à l'éthique ». Ce dernier quitte le plateau pour reprendre ses actions. Kenny McCormick et Eric Cartman décident de se joindre à l'équipe, mais Stan refuse car il sait qu'ils ne veulent les rejoindre que pour « passer à la télévision ». Pendant ce temps, l'équipage de Deadliest Catch bloque le Sea Sheperd et son équipage pour les empêcher de sauver les dauphins car ils font un bien meilleur audimat qu'eux. Au même moment, les Japonais lancent des avions kamikazes sur le bateau, le faisant couler et tuant tout l'équipage.
Stan, Kenny et Cartman sont alors pris en otage par les Japonais, qui les emprisonnent à Hiroshima. On y découvre les raisons pour lesquelles les Japonais ont attaqué les dauphins et les baleines. Pendant la Seconde Guerre Mondiale, les Américains leur avaient envoyé une photo truquée du Enola Gay, avion ayant largué la bombe atomique sur Hiroshima. Sur ladite photo, on voit que le pilote est un dauphin et le commandant de bord, une baleine. Stan appelle ensuite Kyle pour lui dire de faire quelque chose sur son ordinateur. On s'aperçoit à la fin de l'épisode que Kyle a échangé la baleine et le dauphin pour un poulet et une vache. L'épisode se conclut sur une scène où les Japonais se sont mis à tuer toutes les vaches et les poulets d'une ferme, avec une phrase de conclusion dite par Randy, le père de Stan : « Great job, Son. Now the japaneses are normal like us. », ce qui signifie « Bien joué, fiston. Maintenant les Japonais sont normaux comme nous. »